# Red Ensign

L'Insegna rossa britannica (1801–oggi)

La Red Ensign (letteralmente "Insegna rossa") è una bandiera che nasce come insegna della Royal Navy. In seguito e ancora oggi viene issata sulle navi mercantili e di altri vascelli privati del Regno Unito. È stata un modello, assieme alla Blue Ensign, per le bandiere usate da diverse colonie ed ex colonie dell'Impero britannico.
La Red Ensign ha una bandiera del Regno Unito nel cantone, e vi possono essere aggiunti stemmi o scritte. Prima della riorganizzazione della Royal Navy, nel 1864, la red ensign era l'insegna di tutte le navi britanniche. Successivamente venne riassegnata ai vascelli mercantili e civili britannici.
La Red Ensign nasce nel XVI secolo con la croce di San Giorgio (costituente la bandiera inglese) nel cantone su campo rosso. Le Red Ensign indicavano le colonie commerciali fondate dal Royal Charter e rifornite da navi commerciali, mentre la Blue Ensign era usata dalle colonie della Corona, rifornite da navi di proprietà dello Stato.
L'Atto di Unione del 1707 unì Scozia, Inghilterra e Galles nel Regno di Gran Bretagna e produsse una nuova red ensign, che utilizzava la nuova bandiera britannica. Con l'Atto di Unione del 1801, l'Irlanda entrò nel Regno Unito e la Croce di San Patrizio venne aggiunta alla bandiera britannica, e al cantone delle insegne britanniche. Vennero anche stabilite dall'ammiragliato le proporzioni correte e definitive in 1:2, tutt'oggi utilizzate dove il lato a vento è il doppio di quello all'asta.
Tutte le colonie britanniche riconosciute Dominion nel 1931 tra cui il Canada, l'Australia, il Sudafrica, la Nuova Zelanda e Terranova adottarono la Red Ensign fregiata ognuna con il proprio stemma come bandiera nazionale.

La Red Ensign britannica (1707–1800)

## Australia

Red Ensign australiana

La Red ensign australiana, è una versione in rosso della bandiera dell'Australia, ed è un'insegna civile riservata. Dal 1901 al 1954 la bandiera veniva usata come bandiera civile, per essere impiegata dai privati cittadini sulla terraferma, mentre il governo usava la blue ensign affiancata o talvolta sostituita dall'Union Jack vera e propria, riflettendo l'uso britannico. Nel 1941, il primo ministro australiano Robert Menzies, dichiarò che non dovevano esistere restrizioni all'uso della blue ensign sulla terraferma da parte dei privati cittadini, e nel 1947, il primo ministro Ben Chifley riaffermò tale posizione, ma non fu fino all'approvazione del Flags Act 1953 che la restrizione all'utilizzo della blue ensign venne tolta ufficialmente, dopodiché l'uso della red ensign sulla terraferma divenne una rarità. In base al Navigation and Shipping Act 1912 e allo Shipping Registration Act 1981 la red ensign rimane l'unica bandiera permessa per l'impiego da parte delle navi mercantili registrate in Australia. Le barche da diporto possono usare sia la red ensign che la bandiera nazionale.

## Bermuda

Red Ensign di Bermuda

Bermuda, unica tra i territori d'oltremare britannici, usa anch'essa la Red Ensign come sua bandiera, con l'aggiunta dello stemma sulla parte al vento. La bandiera è stata usata ufficiosamente fin dalla concessione dello stemma a Bermuda, nel 1910, ed è la bandiera ufficiale del territorio fin dall'ottobre del 1967. Lo stemma bianco e verde reca un leone rosso che regge uno scudo con raffigurato l'affondamento della nave Sea Venture, avvenuto ad un miglio dalla costa di Bermuda nel 1609. La nave urtò una secca dopo essere stata colta da un uragano. Si ritiene che la Red Ensign sia divenuta la base della bandiera di Bermuda poiché, prima della riorganizzazione navale del 1864, il "Red Squadron" della Royal Navy (che sventolava una Red Ensign) tendeva a pattugliare i Caraibi e l'Atlantico settentrionale.

## Canada

Red Ensign canadese

Il termine Red Ensign viene spesso usato in particolar modo per indicare la vecchia bandiera nazionale de facto del Canada. Venne adottata informalmente a seguito della costituzione della Confederazione canadese nel 1867 e, dal 1892, fu la bandiera ufficiale in uso sulle navi mercantili canadesi, mentre sulla terraferma la bandiera nazionale ufficiale era la Union Jack. Nonostante la mancanza di status ufficiale, la Red Ensign venne usata diffusamente anche sulla terraferma. Nel 1924 ne venne approvato l'uso sugli edifici governativi canadesi al di fuori del Canada, e nel 1945 anche per quelli in territorio canadese.
La Red Ensign canadese recò diverse forme dello stemma canadese, durante il periodo in cui venne utilizzata. L'immagine mostra la forma ufficiale tra il 1957 e il 1965. Il Canada usava anche una Blue Ensign per le navi operate dal governo canadese e per la Royal Canadian Navy.
La Red Ensign funse da bandiera nazionale fino al 15 febbraio 1965 quando venne sostituita dall'odierna Maple Leaf Flag dopo un lungo animato dibattito tra coloro che difendevano la Red Ensign e quelli che invece sostenevano la necessità di sostituirla con una propriamente canadese.

## Nuova Zelanda

Red Ensign neozelandese

Esempio di Red Ensign usata dai Maori della Nuova Zelanda

La Red Ensign della Nuova Zelanda, con l'Union Jack nel cantone e la Croce del Sud (rappresentata da quattro stelle bianche a cinque punte), divenne la bandiera nazionale ufficiale per la marina mercantile nel 1901. In precedenza veniva usata una Red Ensign piana.
La Red Ensign può continuare ad essere usata sulla terraferma nelle aree Maori o durante gli eventi Maori, in base al Flags, Emblems, and Names Protection Act 1981, in riconoscimento della preferenza da lungo dimostrata da parte dei Maori per le bandiere rosse. La legge della Nuova Zelanda permette che la bandiera venga "sfigurata", in accordo con la tradizione Maori secondo la quale vengono aggiunte delle lettere bianche maiuscole che identificano una particolare famiglia o tribù. Nel caso della bandiera a fianco, TAKITIMU si riferisce a un gruppo di tribù Maori, discendenti dall'equipaggio della canoa ancestrale con tale nome .
Oggi le imbarcazioni private e mercantili possono scegliere di usare la bandiera neozelandese (che è una Blue Ensign) o la Red Ensign con la Croce del Sud.

## Impero Indiano

Red Ensign indiana

Nell'Impero indiano il governo britannico approvò l'uso della Red ensign nel 1858 dove nel campo rosso venne inserita la stella dell'India tale bandiera tuttavia venne riconosciuta principalmente in campo internazionale; sul territorio indiano campeggiava usualmente l'Union Jack tradizionale o la bandiera del viceré. Con l'indipendenza dell'India anche la red-ensign indiana cessò di avere valenza nazionale. Non fu una bandiera particolarmente apprezzata in quanto non aveva quasi nulla che potesse essere riconducibile all'India, benché la Stella dell'India rappresentasse l'India essa era una costruzione artificiosa del governo britannico la scritta in inglese sopra la stella "Eaven light our guide" la luce del paradiso è la nostra guida era di per sé un'ulteriore rimarcazione dello status di colonia dell'Impero Indiano.

## Sudafrica

Red Ensign dell'Unione del Sudafrica come apparve dal 1910 al 1912

Red Ensign dell'Unione del Sudafrica dal 1912 al 1951

L'Unione del Sudafrica usò una Red Ensign come bandiera nazionale de facto, dal 1910 al 1928 (anno in cui venne sostituita per l'uso civile, continuando a essere utilizzata come insegna navale fino al 1952), con aggiunto lo stemma nazionale. Esisteva anche una Blue Ensign, che era usata principalmente negli uffici d'oltremare. Entrambe le insegne vennero leggermente modificate nel 1912, quando su richiesta dell'ammiragliato britannico lo stemma venne posto su un disco bianco. L'impiego più famoso della bandiera si ebbe quando il Generale Louis Botha la issò sopra Windhoek, in quella che era all'epoca l'Africa Sud-Occidentale Tedesca, dopo la cattura della città da parte delle truppe britanniche nel 1915.
La red-ensign sudafricana fu anche bandiera nazionale dell'Africa del Sudovest britannica dal 1919 ma sotto giurisdizione dell'Unione Sudafricana fino al 1961.
Né la Red Ensign né la Blue Ensign hanno goduto di grandissima approvazione pubblica, in particolare da parte della fetta di lingua Afrikaans della popolazione bianca che non si sentiva rappresentata nella bandiera, che era, come del resto tutti i territori sottoposti al Regno Unito l'espressione del dominio britannico sul Sudafrica.

## LaRed Ensigncome bandiera navale
Il Gruppo Red Ensign è composto da Regno Unito, Dipendenze della Corona (isole di Man, Guernsey e Jersey) e dai Territori britannici d'oltremare (Anguilla, Bermuda, Isole Vergini britanniche, Isole Cayman, Isole Falkland, Gibilterra, Montserrat, Sant'Elena e Turks e Caicos) che operano registri navali. Tali registri sono divisi in due categorie:

### Categoria 1
Registrazione di navi senza alcuna limitazione di stazza e di tipologia.

### Categoria 2
Registrazione di navi mercantili e yacht fino a 150 GT di stazza lorda (tale limite può essere esteso sino a 400 GT nel caso sia in vigore un accordo con il Regno Unito); e navi che non operano a fine commerciale fino a 400 GT.